# The Lizard (album)
The Lizard è il secondo album in studio del gruppo musicale statunitense Saigon Kick, pubblicato nel maggio 1992 dalla Atlantic Records.
Trainato dal successo della ballata acustica Love Is on the Way, l'album viene premiato con il disco d'oro per le vendite negli Stati Uniti.

## Tracce
Testi e musiche di Jason Bieler, eccetto dove indicato.
1. Cruelty – 2:40
2. Hostile Youth – 3:18 (Bieler, Kramer)
3. Feel the Same Way – 2:42
4. Freedom – 4:12 (Bieler, Kramer)
5. God of 42nd Street – 3:59
6. My Dog – 0:51 (Bieler, Kramer)
7. Peppermint Tribe – 4:52 (Bieler, Kramer)
8. Love Is on the Way – 4:23
9. The Lizard – 4:02 (Bieler, Kramer)
10. All Alright – 3:54
11. Sleep – 1:00
12. All I Want – 3:44
13. Body Bags – 3:21 (Bieler, Kramer, Varone)
14. Miss Jones – 2:39
15. World Goes Round – 4:54 (Bieler, DeFile)
16. Chanel – 2:46

Traccia bonus dell'edizione giapponese
1. Dear Prudence (cover dei Beatles) – 3:41 (Lennon-McCartney)

## Formazione
- Matt Kramer – voce
- Jason Bieler – chitarra, tastiera, voce
- Tom DeFile – basso
- Phil Varone – batteria, percussioni